# Polyrhachis latinota
Polyrhachis latinota é uma espécie de formiga do gênero Polyrhachis, pertencente à subfamília Formicinae.